# Mouhssine Lahsaini
Mouhssine Lahsaini (ur. 23 sierpnia 1985 w Churibce) – marokański kolarz szosowy.

## Osiągnięcia
2006
- 1. miejsce na 11. etapie Tour du Faso
- 1. miejsce na 10. etapie Tour du Maroc

2007
- 3. miejsce w mistrzostwach Maroka (start wspólny)
- 3. miejsce w Tour du Faso
  - 1. miejsce na 1. etapie

2009
- 3. miejsce w mistrzostwach Maroka (start wspólny)
- 2. miejsce w Tour du Faso
  - 1. miejsce na 2. etapie
- 1. miejsce na 5. i 8. etapie Tour du Rwanda

2010
- 1. miejsce w Vice President Cup
- 1. miejsce w Tour du Mali
- 1. miejsce w mistrzostwach Maroka (jazda ind. na czas)
- 1. miejsce w Les Challenges de la Marche Verte – GP Sakia El Hamra

2011
- 1. miejsce w Tour du Maroc
- 1. miejsce w mistrzostwach Maroka (jazda ind. na czas)
- 3. miejsce w mistrzostwach Afryki (jazda druż. na czas)

2012
- 3. miejsce w Les Challenges de la Marche Verte – GP Sakia El Hamra
- 5. miejsce w Tour du Maroc
- 1. miejsce w Challenge des phosphates – Challenge Youssoufia
- 1. miejsce w mistrzostwach Maroka (jazda ind. na czas)

2013
- 3. miejsce w Challenge du Prince – Trophée Princier

2014
- 1. miejsce w Les Challenges de la Marche Verte – GP Oued Eddahab
- 5. miejsce w Tour d’Algérie
- 1. miejsce w Critérium International de Sétif
- 2. miejsce w Tour du Maroc
- 1. miejsce w Challenge du Prince – Trophée de l'Anniversaire
- 2. miejsce w mistrzostwach Maroka (jazda ind. na czas)

2015
- 2. miejsce w mistrzostwach Maroka (jazda ind. na czas)
- 3. miejsce w mistrzostwach Maroka (start wspólny)
- 1. miejsce w Tour de Côte d'Ivoire
  - 1. miejsce na 2. etapie
- 1. miejsce w Grand Prix Chantal Biya
- 1. miejsce w Tour du Faso
- 1. miejsce w Challenge des phosphates – Grand Prix de Khouribga

2016
- 3. miejsce w mistrzostwach Afryki (jazda druż. na czas)
- 1. miejsce w mistrzostwach Afryki (jazda ind. na czas)
- 1. miejsce w Challenge du Prince – Trophée de la Maison Royale
- 2. miejsce w mistrzostwach Maroka (jazda ind. na czas)
- 2. miejsce w mistrzostwach Maroka (start wspólny)

2017
- 5. miejsce w Tour du Maroc
- 1. miejsce w mistrzostwach Maroka (jazda ind. na czas)